# Merophysia sekerae
Merophysia sekerae is een keversoort uit de familie zwamkevers (Endomychidae). De wetenschappelijke naam van de soort werd in 1908 gepubliceerd door Edmund Reitter.